# Adamov (nádraží)
Adamov je železniční stanice ve stejnojmenném městě v Jihomoravském kraji, 15 km severně od Brna na řece Svitavě. Stanicí prochází trať Brno – Česká Třebová, která je součástí prvního železničního koridoru.
Stanice byla postavena v polovině 19. století v době výstavby tratě Brno – Česká Třebová. Zprovozněna pak byla 1. ledna 1849. Budova je jednopatrová s dřevěnou přístavbou čekáren a restaurace. Na jižní straně uzavírá nádražní prostory skladiště. Na severní straně je pak lávka překonávající železnici.

## Historie
Nádražní budova byla dokončena společně s železnicí v roce 1849. Přestože obsluhovala obec Adamov, byla vystavěna v katastrálním území Babic nad Svitavou. Nádraží bylo s okolím převedeno pod adamovský katastr teprve v roce 1920.
Nádražní areál sestával z jednopatrové budovy, skladiště a tzv. Jünglingovy vodárny.. Nádražní budova byla opatřena také věžičkou s hodinami, která však byla v 90. letech 19. století snesena Náklady na vybudování nádraží dosáhly 29 tisíc zlatých. V roce 1911 byla u nádraží vybudována restaurace II. a III. třídy se zastřešenou verandou.
V druhé polovině 20. století bylo nádraží opatřeno břízolitovou omítkou. Při elektrizaci koridoru v 90. letech prošla budova základní rekonstrukcí. V roce 2017 byly provedeny další částečné opravy, výměna střechy a prostoru čekárny pro cestujících..
V letech 2021–2023 probíhaly v areálu nádraží stavební práce v rámci rekonstrukce tratě v úseku Brno–Blansko, díky kterým prošel prostor rozsáhlou přestavbou.

## Fotogalerie

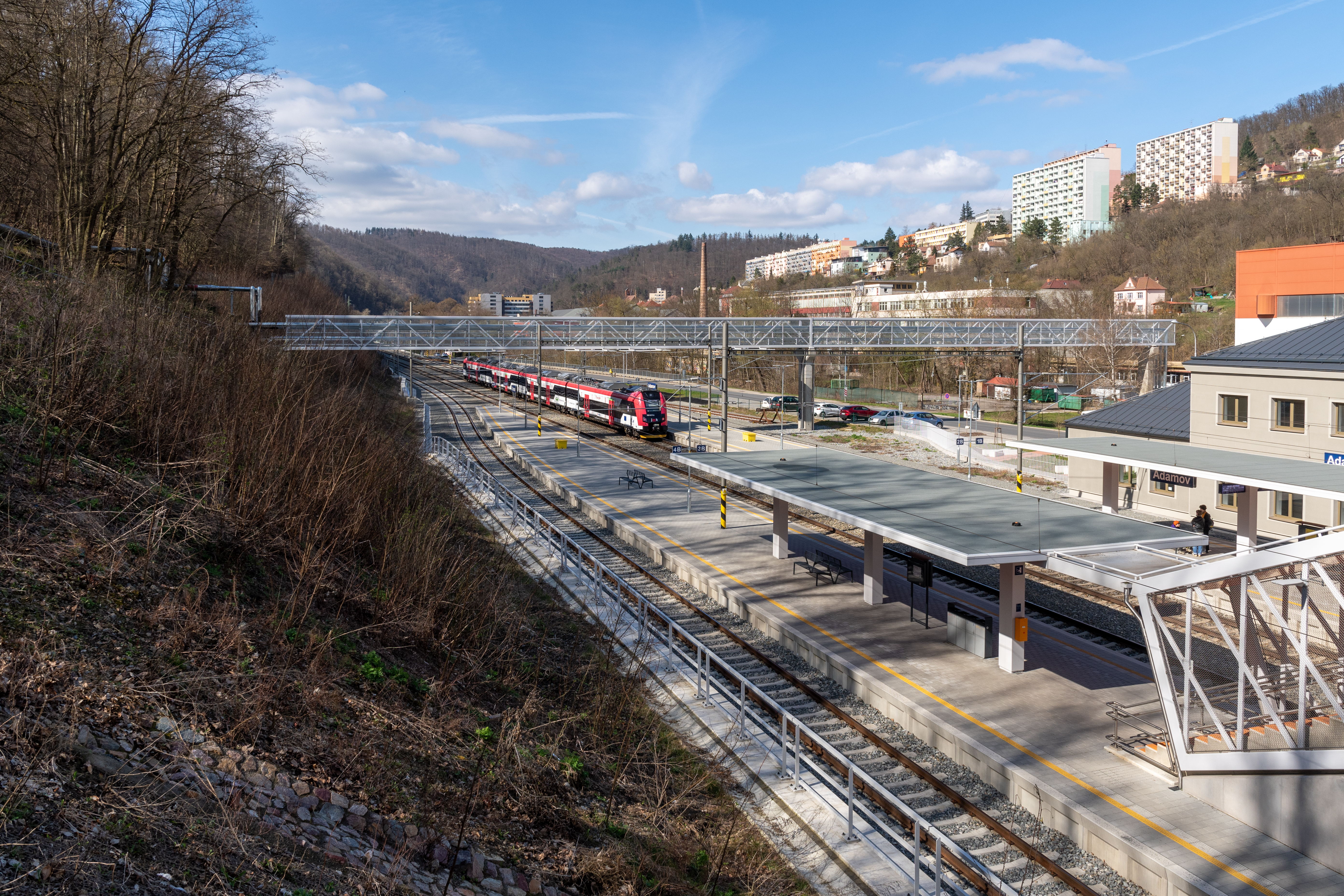
Kolejiště stanice po modernizaci
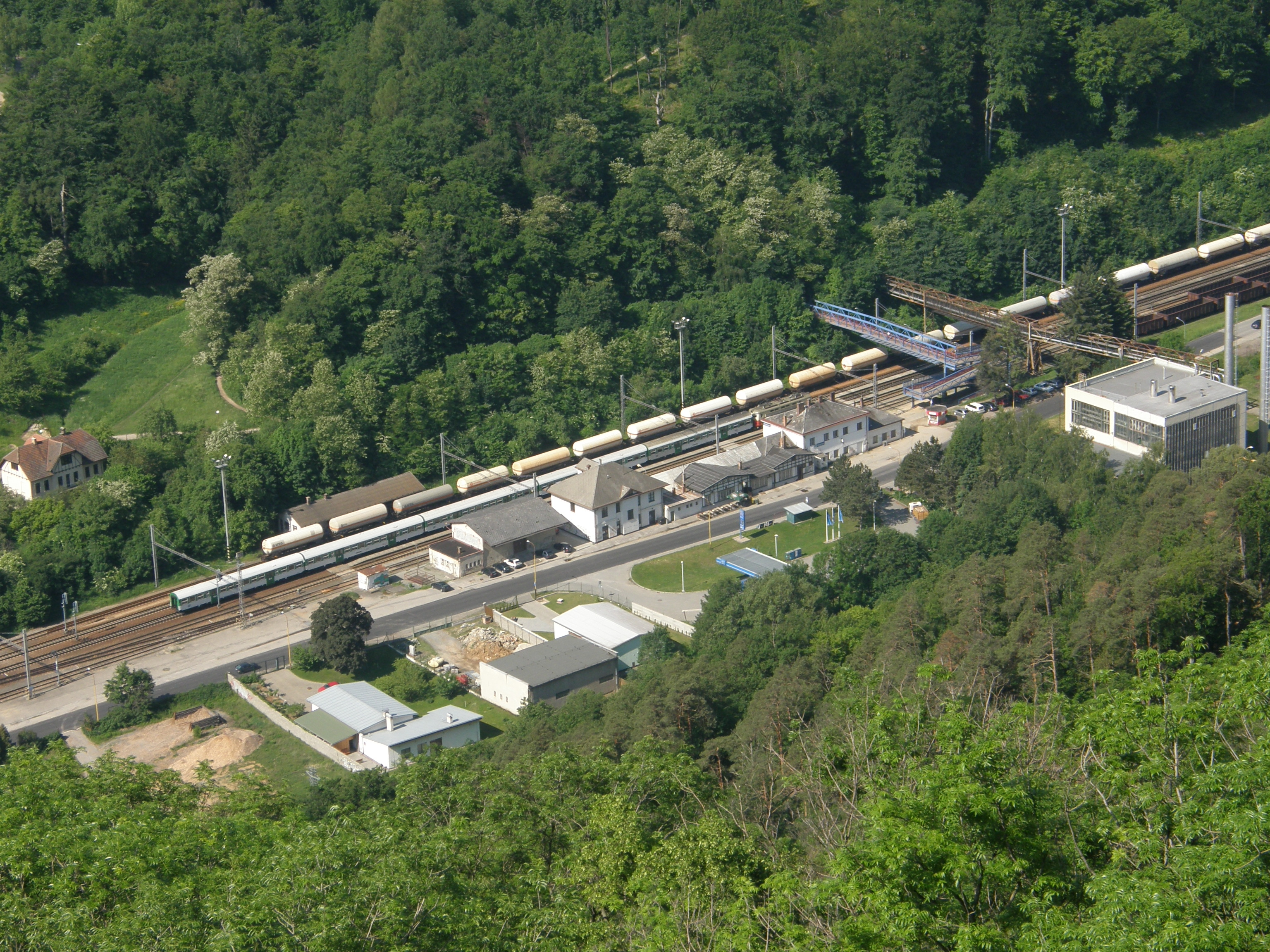
Železniční stanice v Adamově před modernizací
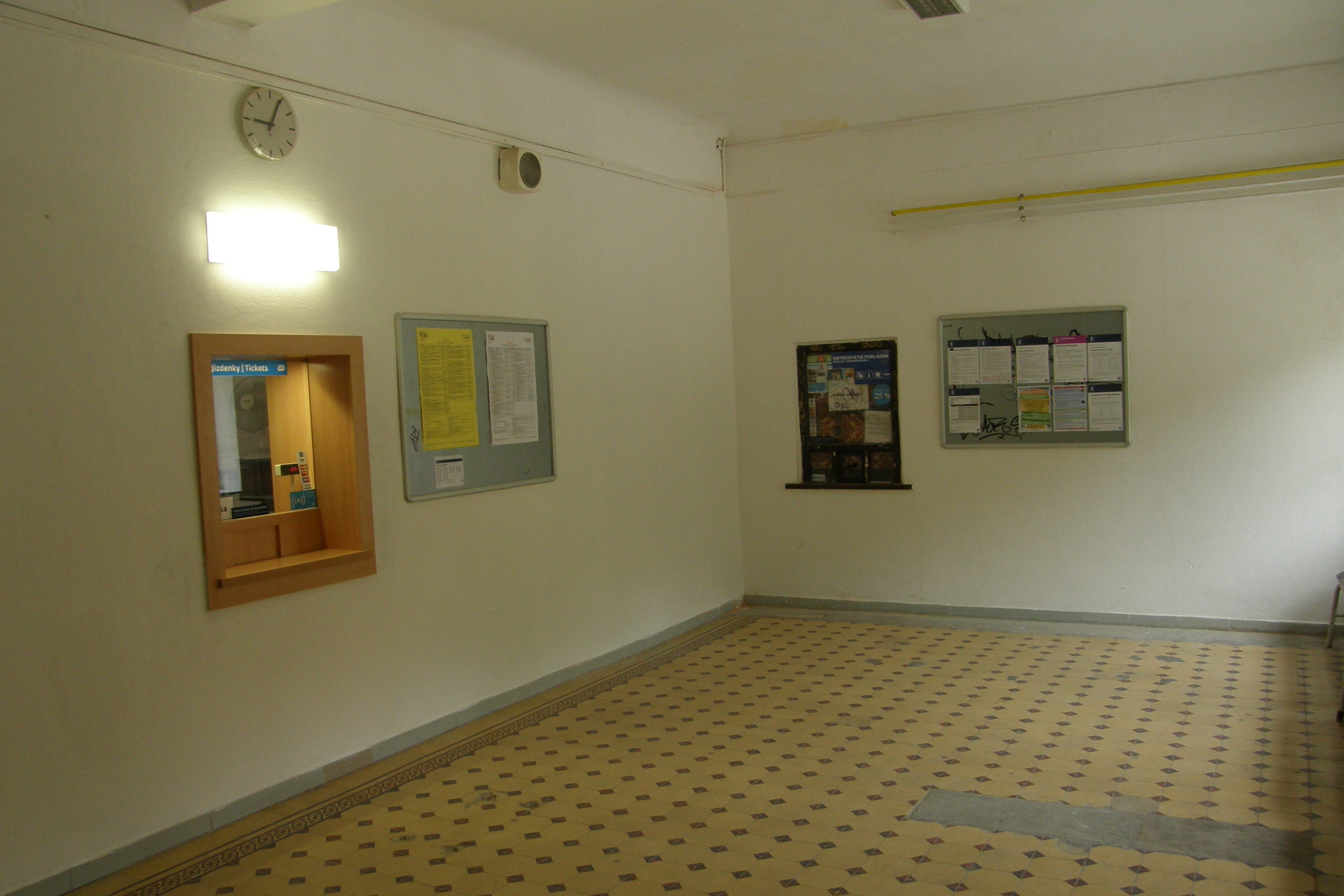
Odbavovací vestibul nádraží před modernizací
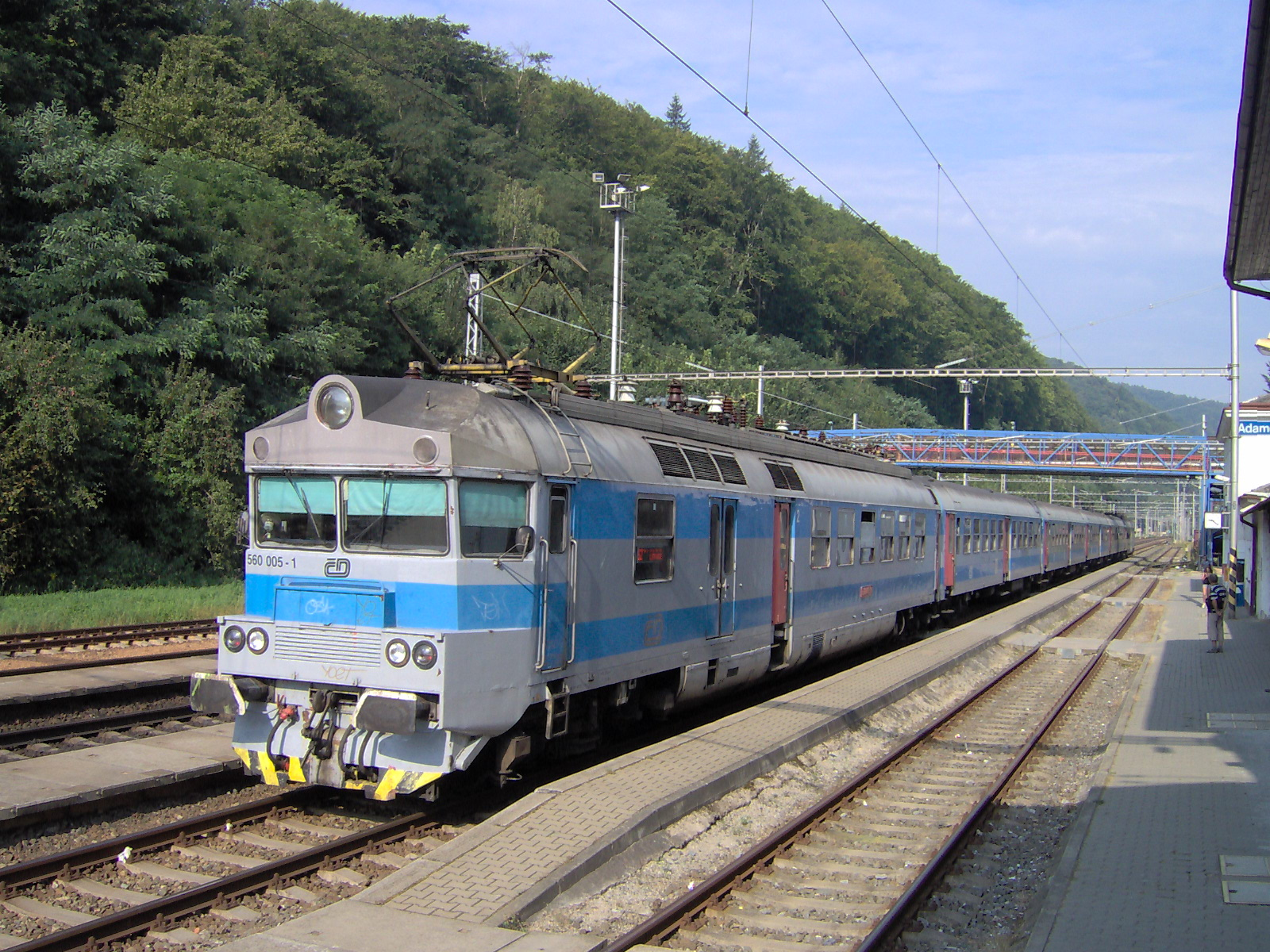
Elektrická jednotka 560.005 na nádraží
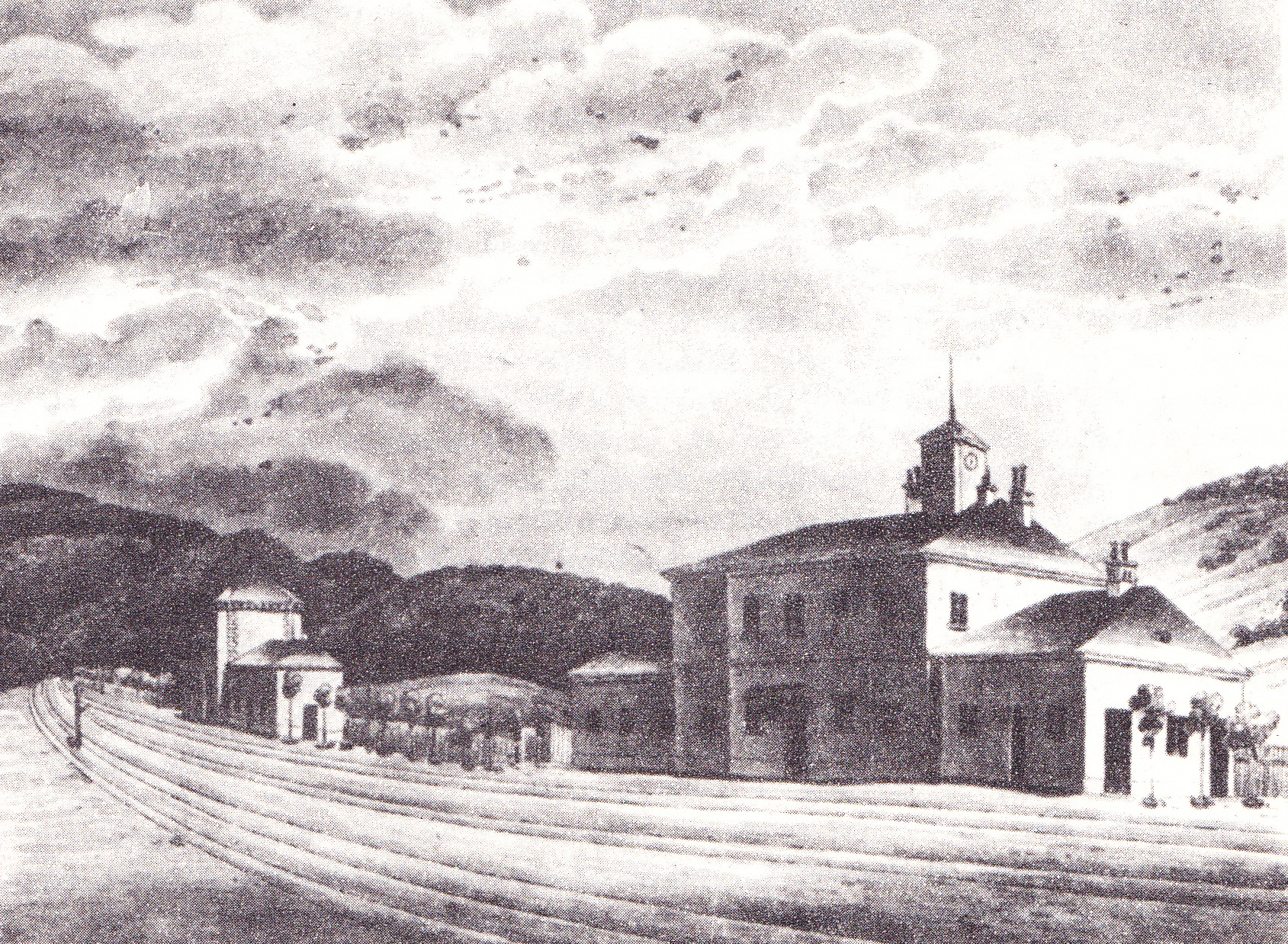
Kresba od Františka Biela z roku 1851